# Dayton Gems
Dayton Gems byl profesionální americký klub ledního hokeje, který sídlil v Daytonu ve státě Ohio. V letech 1964–1977 a 1979–1980 působil v profesionální soutěži International Hockey League. Gems ve své poslední sezóně v IHL skončily v základní části. Své domácí zápasy odehrával v hale Hara Arena s kapacitou 5 500 diváků. Klubové barvy byly červená, modrá a bílá.
Jednalo se o trojnásobného vítěze Turner Cupu (sezóny 1968/69, 1969/70 a 1975/76).

## Úspěchy
- Vítěz Turner Cupu ( 3× )
  - 1968/69, 1969/70, 1975/76

## Přehled ligové účasti
Zdroj: 
- 1964–1969: International Hockey League
- 1969–1970: International Hockey League (Jižní divize)
- 1970–1971: International Hockey League
- 1971–1977: International Hockey League (Jižní divize)
- 1977–1979: bez soutěže
- 1979–1980: International Hockey League (Jižní divize)